# Champsodon machaeratus
Champsodon machaeratus és una espècie de peix marí pertanyent a la família dels campsodòntids i a l'ordre dels perciformes.

## Descripció
El cos, allargat, fa 8,8 cm de llargària màxima. 4-6 espines i 18-23 radis tous a les dues aletes dorsals i 16-21 radis tous a l'anal. Aleta caudal forcada. Aletes pectorals amb 12-16 radis tous i pelvianes amb 1 espina i 5 radis tous. Mentó amb escates. Filera de 4 parells de papil·les sensorials a la superfície dorsal del musell. 4 papil·les sensorials disposades en semicercle entre els ulls. 2 línies laterals contínues. 11-14 branquiespines.

## Alimentació
El seu nivell tròfic és de 3.

## Hàbitat i distribució geogràfica
És un peix marí i batidemersal (entre 260 i 410 m de fondària), el qual viu al Pacífic sud-occidental: és un endemisme d'Austràlia (la plataforma i el talús continentals de Nova Gal·les del Sud i Queensland).

## Observacions
És inofensiu per als humans i el seu índex de vulnerabilitat és baix (10 de 100).